# José María van der Ploeg
José María van der Ploeg García (4 de maio de 1958) é um velejador espanhol, medalhista olímpico. Ele competiu nos Jogos Olímpicos de Verão de 1992 na classe Finn e conquistou a medalha de ouro, tendo totalizado 33.4 pontos no final das sete regatas.
Ele ganhou uma medalha de bronze no Campeonato Mundial de Finn de 1994 e cinco medalhas no Campeonato Europeu entre os anos de 1991 e 1996. Em 2006 conquistou o Campeonato Mundial da classe IMS 670 na categoria Non Corinthians e em 2007 o Campeonato Espanhol dessa mesma classe, IMS 670. Em 2010 venceu o Circuito Audi MedCup na classe GP42, e em 2012 conquistou o campeonato da classe J/80 com o iate Nilfisk.